# 乌什地区
乌什地区（法語：pays d'Ouche，法語發音：[pe.i duʃ]）是法国诺曼底的一个传统地区，涵盖了奥恩省东北部和厄尔省西南部，以里勒河于博蒙勒罗热之上游的河谷为中心，北以沙朗托訥河为界，东以伊通河为界。乌什地区西至欧日地区、法莱斯原野与阿朗松原野，南接佩尔什地区与蒂姆赖地区，东临圣安德烈原野，北至略万地区与勒讷堡原野。乌什地区人口最多的城市是莱格勒。

## 名胜古迹

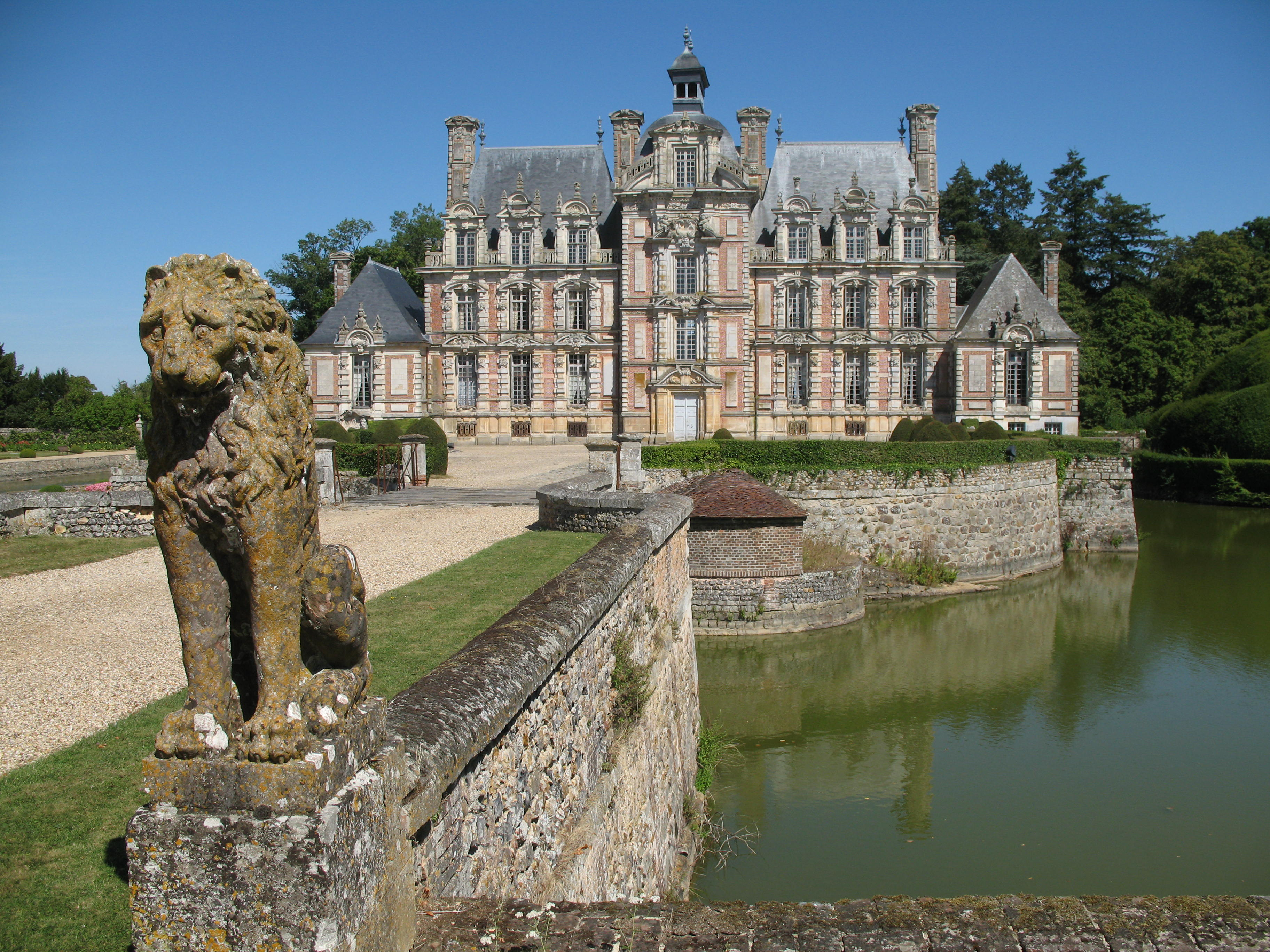
博梅尼勒城堡（château de Beaumesnil）
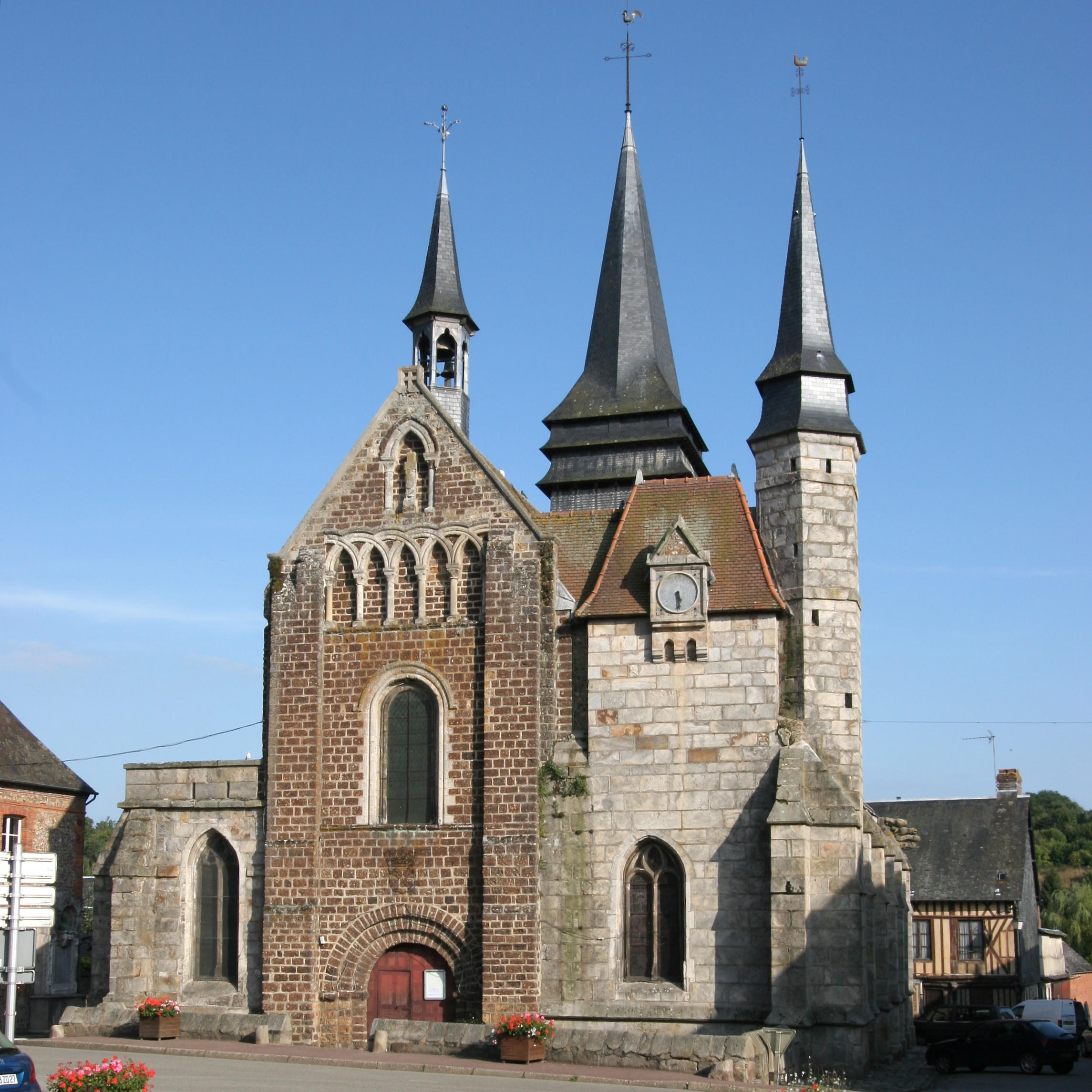
德布罗伊教区教堂（Église paroissiale de Broglie）
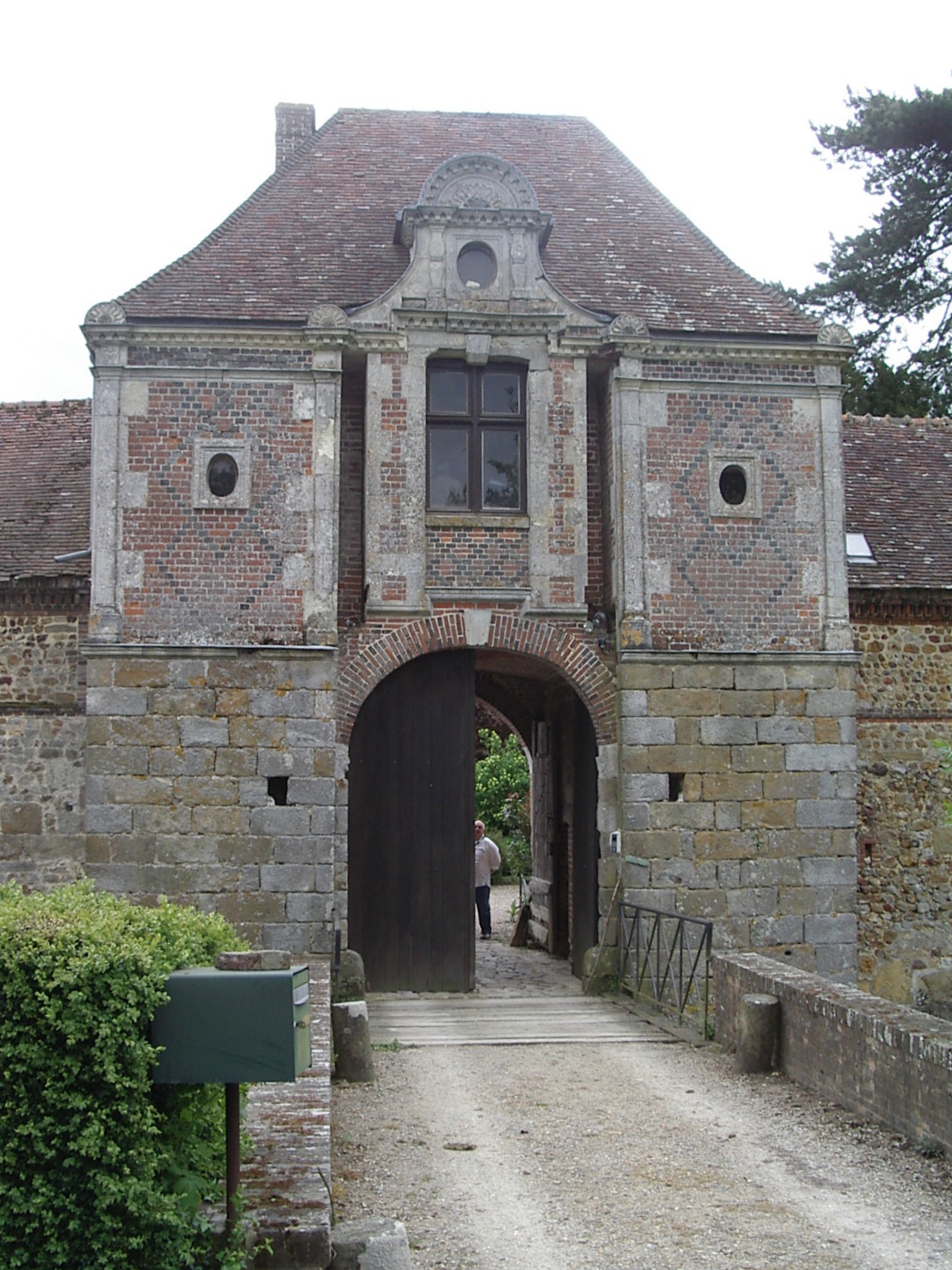
白灌丛教堂（château du Blanc-Buisson）门廊
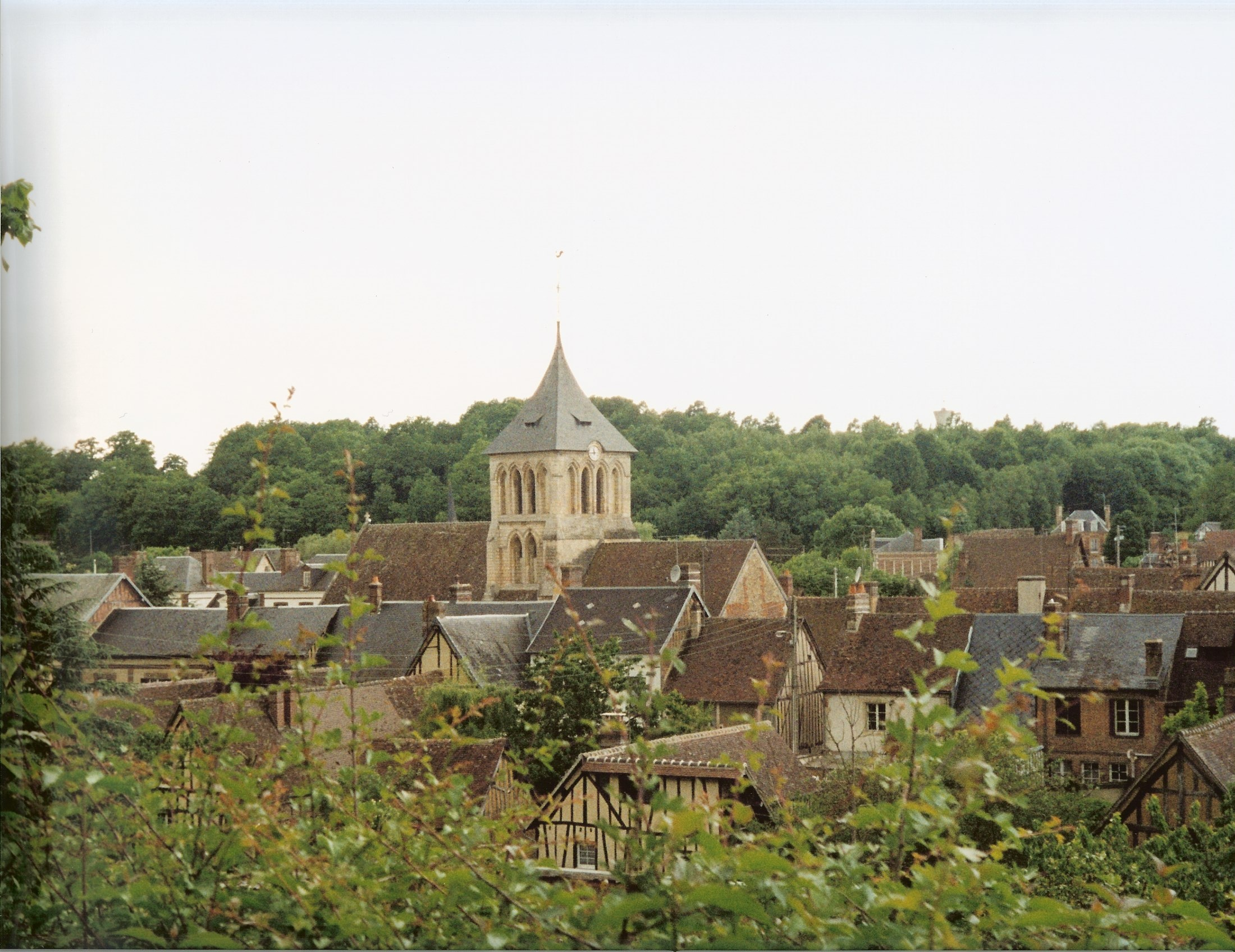
里勒河畔拉费里耶尔的哥特式钟楼
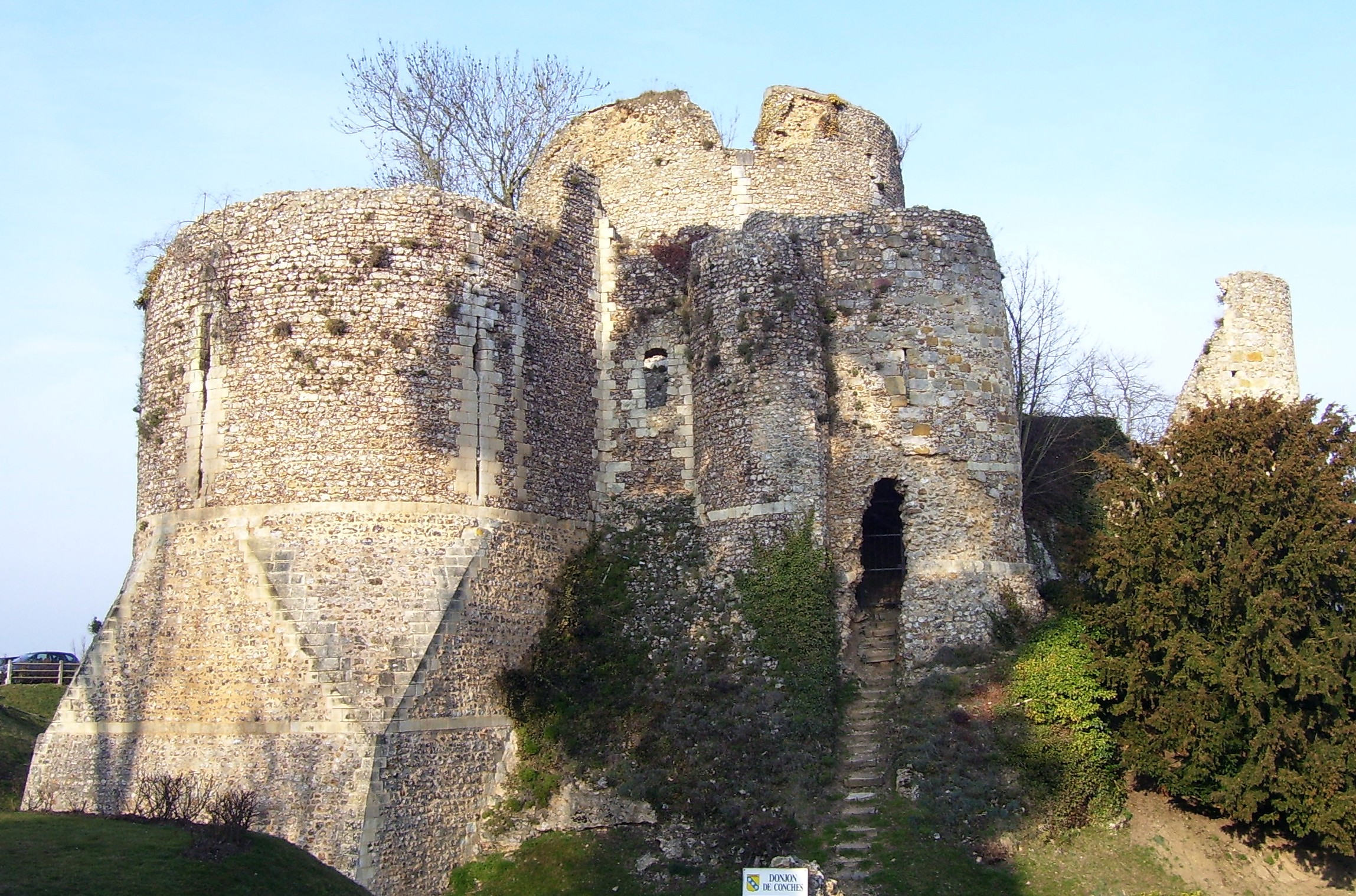
乌什地区孔什的中世纪城堡主塔
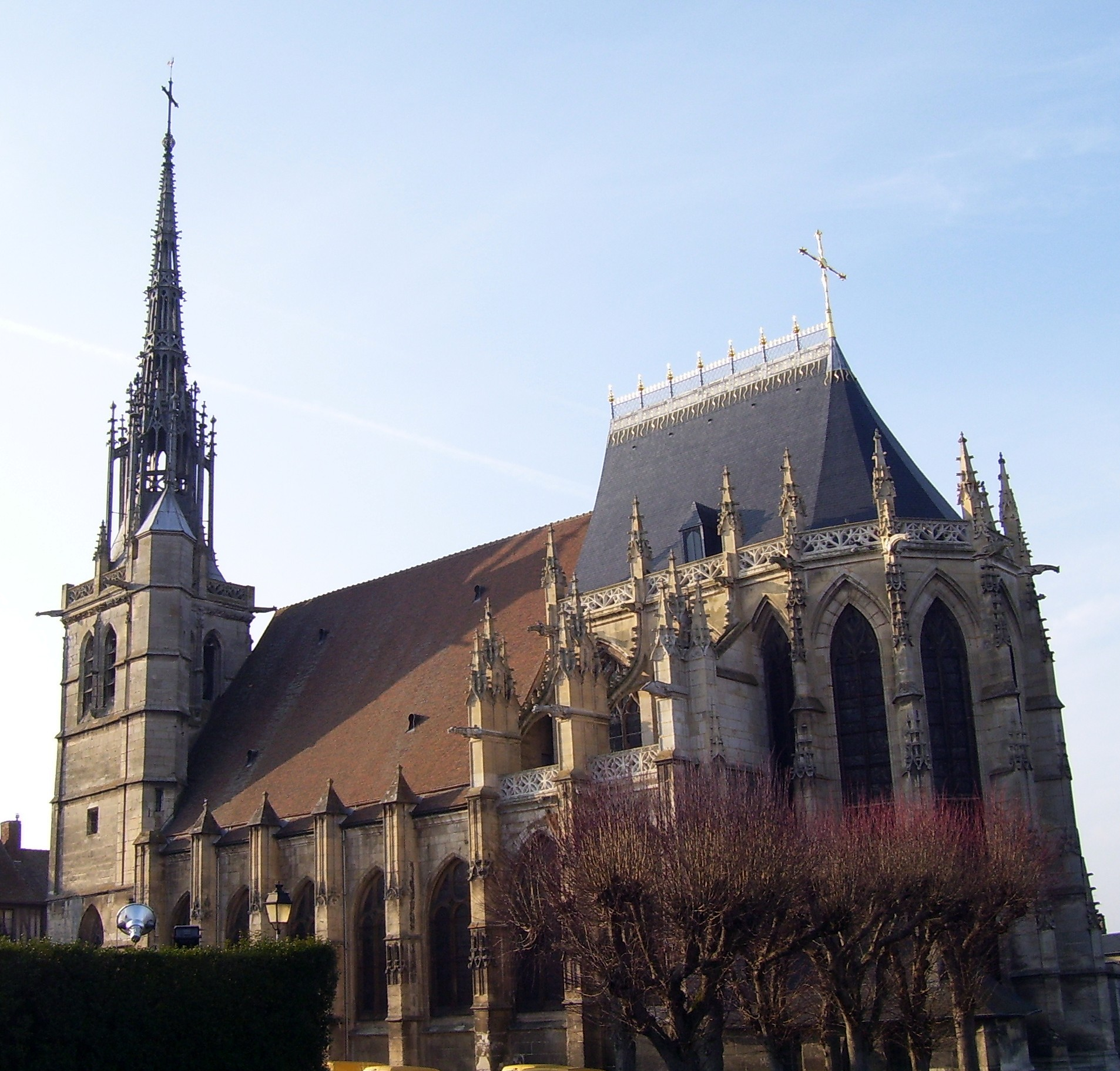
乌什地区孔什的圣富瓦教堂（Église Sainte-Foy）
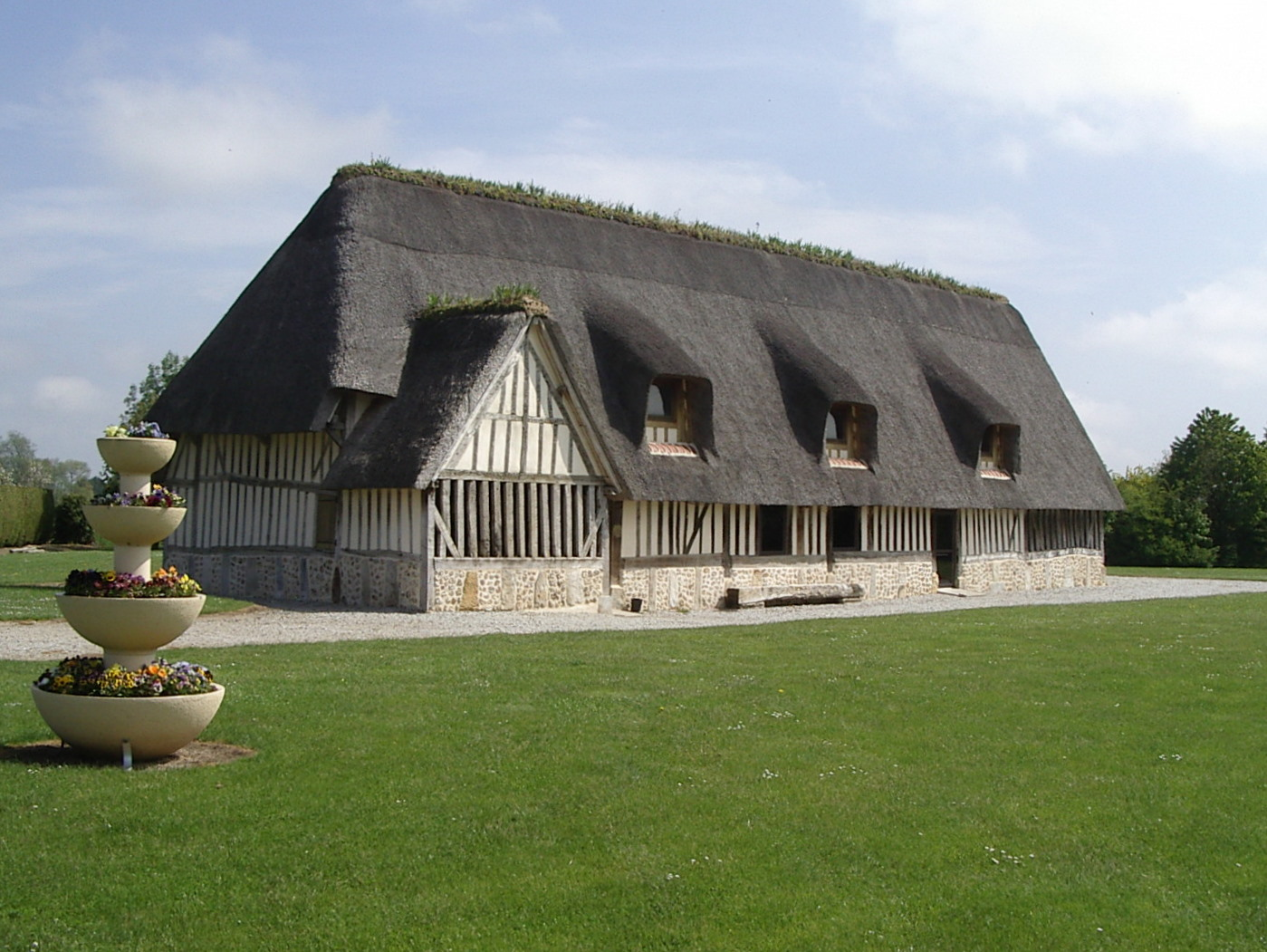
容克雷德利韦的榨酒坊
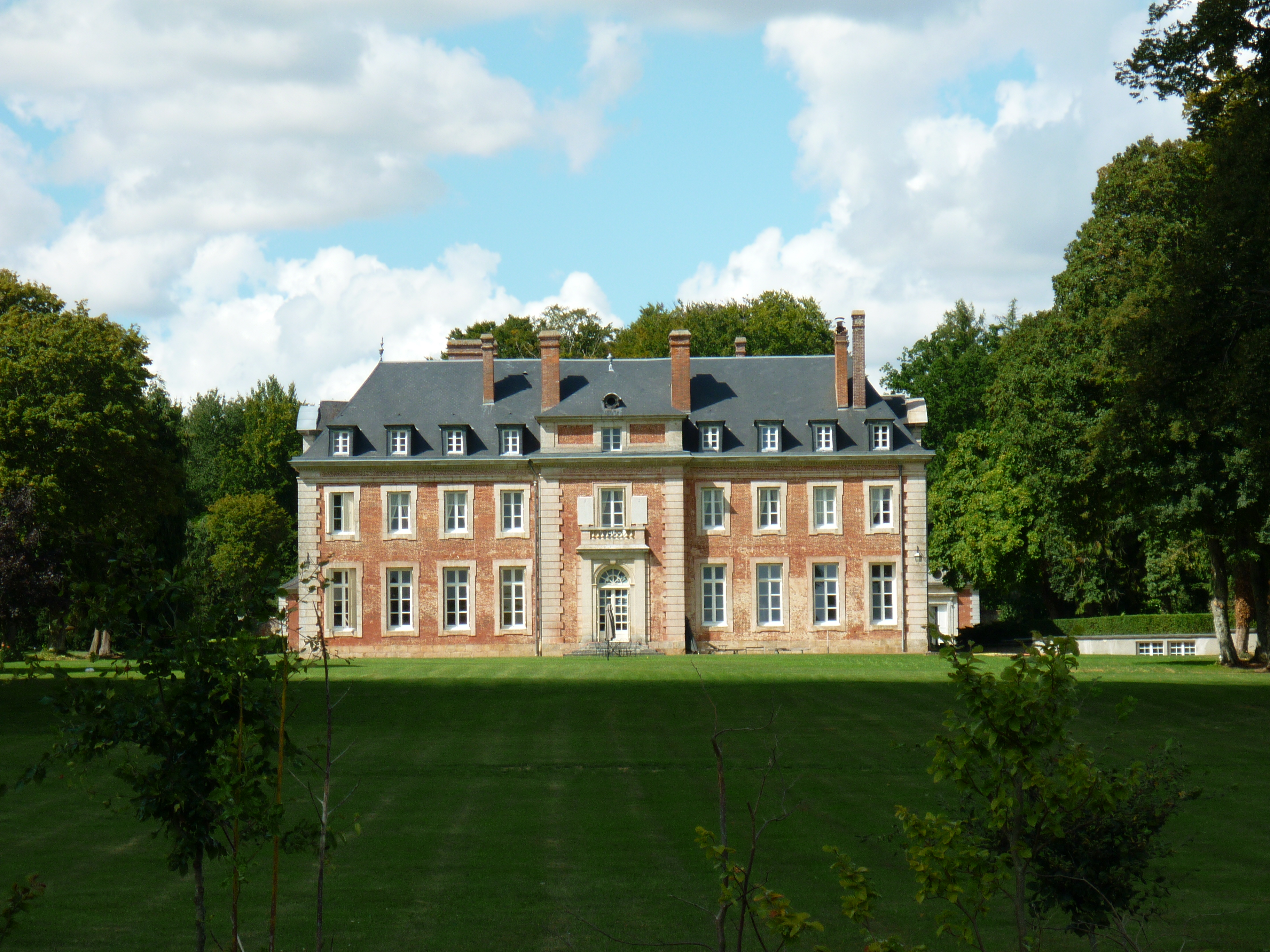
格朗尚城堡（Château de Granchain）
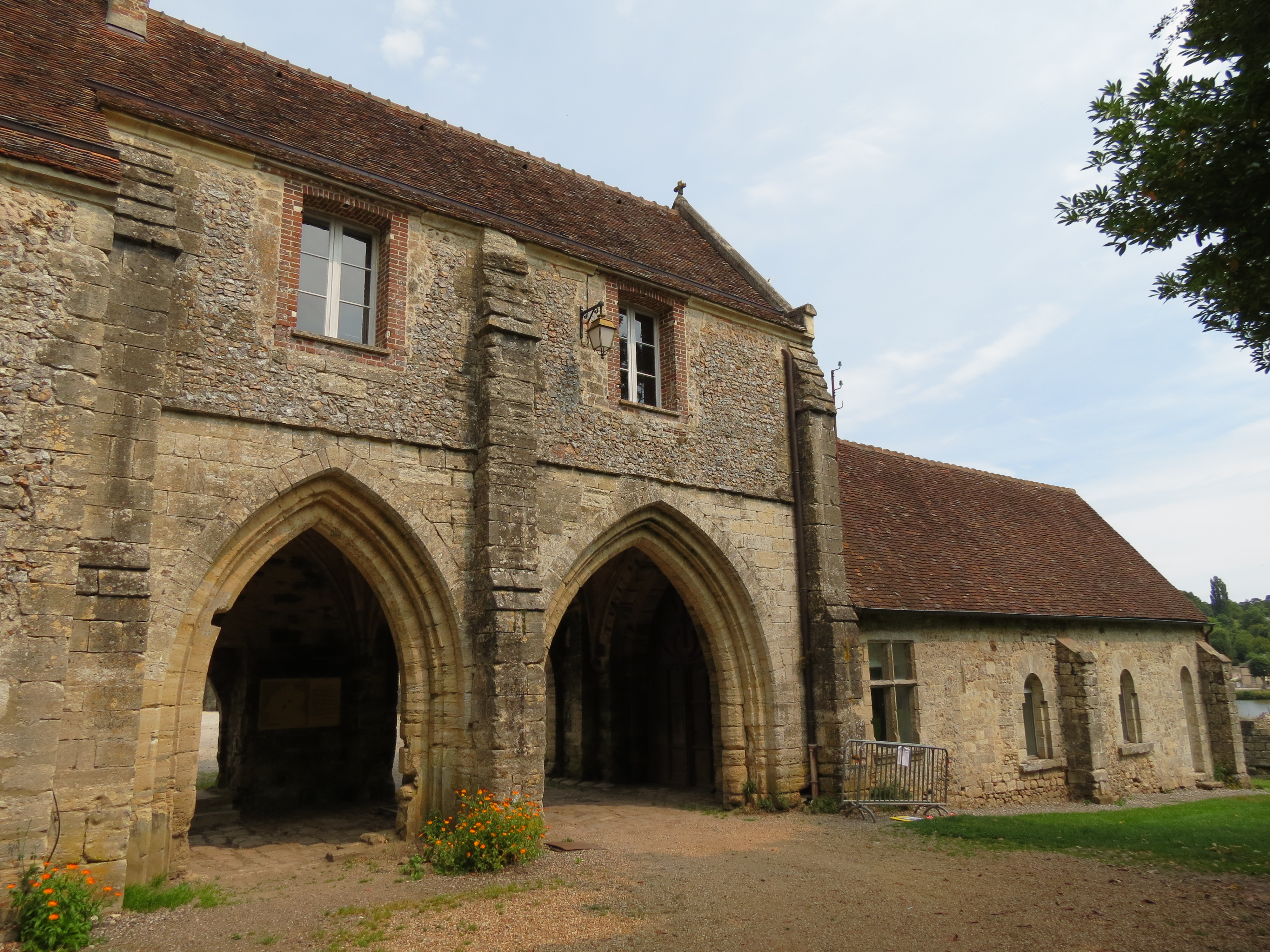
圣埃夫鲁修道院（Abbaye de Saint-Évroult）